# Lignano Sabbiadoro
Lignano Sabbiadoro (furlansko: Lignan) je mesto in sedež istoimenske občine v italijanski deželi Furlaniji - Julijski krajini ter eno od glavnih poletnih turističnih centrov v severni Italiji na Jadranski obali.  

## Zgodovina
Začetki naselja segajo v prvo polovico preteklega stoletja, ko so bile zgrajene nekatere zasebne vile namenjene počitniškemu bivanju, vendar je bil dostop možen samo z morske strani. Prva cestna povezava Lignana z Latisano je bila zgrajena leta 1929, prva stalna naselitev pa sega v leto 1931, ko so izsušili bližnja močvirja.
Prvotnemu imenu naselja Lignano so dodatek Sabbiadoro (it. zlata mivka) dodali leta 1935 iz promocijskih in turističnih razlogov.

## Opis
Hemingway je leta 1954 Lignano opisal kot Florida Italije, pri tem pa je verjetno mislil na 8 km dolgo peščeno plažo z množico hotelov in na promenado ob morju. Naselje se nahaja nekako na sredi med Trstom in Benetkami in se širi na tamkajšnjem polotoku med Maransko laguno in izlivom reke Tilment (Tagliamento).
Lignano je predvsem turistično mesto, ki živi med majem in septembrom, izven turistične sezone pa je skoraj mesto duhov. Naselje se deli na tri predele, Lignano Sabbiadoro (z najstarejšimi stavbami, centrom, župnijsko cerkvijo, trgovinami in restavracijami), s pinijami zazeleneli del Liganano Pineta in obalni predel Lignano Riviera z glavno plažo.
Lingano ima veliko marino (eno največjih v Evropi) s 5.000 privezi. Število turistov različnih narodnosti, ki obiščejo Lignano predvsem v poletni sezoni letno presega 4.000.000 oseb.

## Prijateljska mesta/občine
| - Železno, Avstrija - Celovec, Avstrija - Ketchum, ZDA |